# Kittisford
Kittisford är en by i civil parish Stawley, i enhetskommunen Somerset, i grevskapet Somerset, i England. Byn är belägen 15 km från Taunton. Kittisford var en civil parish fram till 1933 när blev den en del av Stawley. Civil parish hade 92 invånare år 1931. Byn nämndes i Domedagsboken (Domesday Book) år 1086, och kallades då Chedesford/Chedesforda.